# Фогт, Марио
Марио Фогт (нем. Mario Voigt; род. 8 февраля 1977, Йена, Гера) — германский политик, член ХДС, премьер-министр Тюрингии с 2024 года.

## Биография
Родился 8 февраля 1977 года в Йене (ГДР). Его дед, оказавший политическое влияние на внука, был членом Немецкой национальной народной партии в Веймарской республике и потерял дом и хозяйство после образования ГДР в результате Второй мировой войны. Учился в гимназии Эрнста Аббе в Йене, окончил среднюю школу в 1995 году. До 1996 года он проходил альтернативную гражданскую службу в хирургическом отделении интенсивной терапии в клинике Университета Фридриха Шиллера. В 1997—2003 годах изучал политологию, публичное право и новейшую историю в университетах Йены, Бонна и Шарлоттсвилля (США). В 2008 году защитил докторскую диссертацию на соискание учёной степени доктора философии по специальности политология в Техническом университете Хемница у Экхарда Джесси. Являлся стипендиатом Фонда Конрада Аденауэра.
Работал политическим представителем концерна Siemens в Брюсселе, в Департаменте политического планирования ХДС в Берлине и в Фонде Конрада Аденауэра в Вашингтоне. Возглавлял службу связей с общественностью и отношений с инвесторами в технологической компании Analytik Jena. В качестве консультанта McCann-Erickson принимал участие в избирательной кампании Ангелы Меркель в 2005 году. В 2009 году избран в ландтаг Тюрингии, в 2020 году стал лидером фракции ХДС в ландтаге.
В 2022 году возглавил земельное отделение партии в Тюрингии.
1 сентября 2024 года по итогам очередных региональных выборов в Тюрингии ХДС добился относительного успеха, набрав 23,6 % голосов, но при этом партия осталась на втором месте. Победу сенсационно одержала Альтернатива для Германии с результатом 32,8 %, на третьем месте оказалась впервые участвовавшая в выборах новая левая партия Союз Сары Вагенкнехт (15,8 %), а правящая на момент выборов партия «Левые» пережила разгром и осталась на четвёртом месте с результатом 13,1 % голосов.
12 декабря 2024 года ландтаг Тюрингии на основе коалиционного соглашения ХДС с СДПГ и Союзом Сары Вагенкнехт (оно объединило 44 депутата из 88) проголосовал за наделение Фогта полномочиями премьер-министра, при этом он получил 51 голос (фракция АДГ насчитывает 32 депутата).